# Sans Souci (Carolina del Sud)
Sans Souci és una concentració de població designada pel cens del Comtat de Greenville a l'estat de Carolina del Sud (Estats Units).

## Demografia
Segons el Cens dels Estats Units del 2000 tenia 7.836 habitants, 3.370 habitatges i 2.082 famílies. La densitat de població era de 897,8 habitants/km².
Dels 3.370 habitatges en un 26,9% hi vivien nens de menys de 18 anys, en un 42,2% hi vivien parelles casades, en un 14,6% dones solteres, i en un 38,2% no eren unitats familiars. En el 31,6% dels habitatges hi vivien persones soles l'11,6% de les quals corresponia a persones de 65 anys o més que vivien soles. El nombre mitjà de persones vivint en cada habitatge era de 2,32 i el nombre mitjà de persones que vivien en cada família era de 2,89.
Per edats la població es repartia de la següent manera: un 22,5% tenia menys de 18 anys, un 10,9% entre 18 i 24, un 31,2% entre 25 i 44, un 20,2% de 45 a 60 i un 15,3% 65 anys o més.
L'edat mediana era de 35 anys. Per cada 100 dones de 18 o més anys hi havia 90,7 homes.
La renda mediana per habitatge era de 27.749 $ i la renda mediana per família de 32.654 $. Els homes tenien una renda mediana de 26.720 $ mentre que les dones 21.010 $. La renda per capita de la població era de 14.143 $. Entorn del 10,7% de les famílies i el 15,7% de la població estaven per davall del llindar de pobresa.

## Poblacions properes
El següent diagrama mostra les poblacions més properes.